# مايك هارود
مايك هارود (بالإنجليزية: Mike Harwood)‏ هو لاعب غولف أسترالي، ولد في 8 يناير 1959 في سيدني في أستراليا.

## وصلات خارجية
- مايك هارود على موقع رابطة أوروبا للاعبي الغولف المحترفين (الإنجليزية)
- مايك هارود على موقع رابطة اليابان للاعبي الغولف المحترفين (الإنجليزية)
- مايك هارود على موقع التصنيف العالمي الرسمي للغولف (الإنجليزية)